# Davion Mitchell

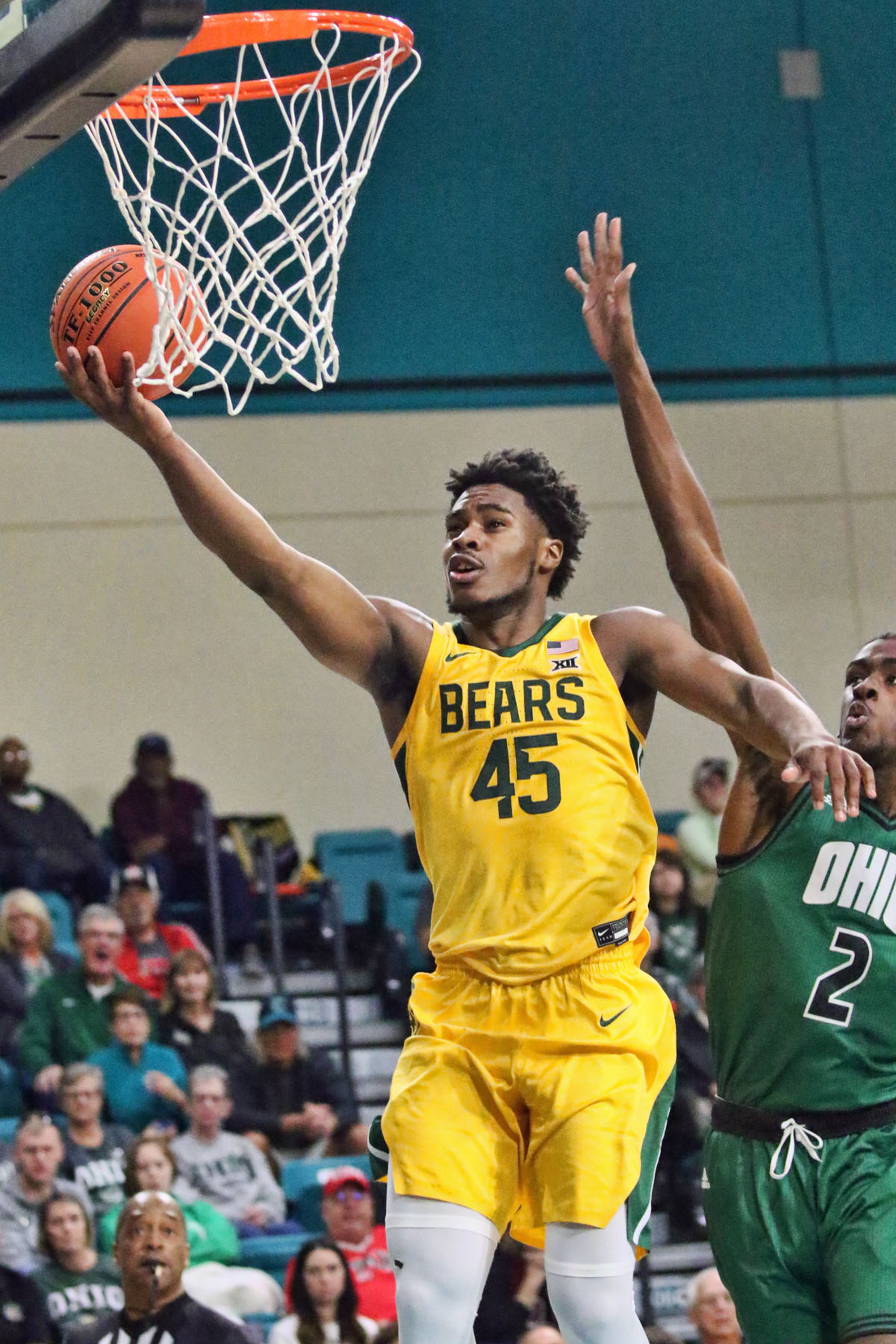
Davion Mitchell, 2019.

Davion De'Monte Earl Mitchell, född 5 september 1998 i Hinesville i Georgia, är en amerikansk professionell basketspelare (PG) som spelar för Miami Heat i National Basketball Association (NBA). Han har tidigare spelat för Sacramento Kings och Toronto Raptors.
Mitchell draftades av Sacramento Kings i första rundan i 2021 års draft som nionde spelare totalt.
Innan han blev proffs studerade Mitchell först på Auburn University och spelade för deras idrottsförening Auburn Tigers. Han blev senare överförd till Baylor University för spel i Baylor Bears.